# Agustín Moreno
Pour les articles homonymes, voir Moreno.
Agustín Moreno, né le 3 mars 1967 à Guadalajara, est un ancien joueur de tennis professionnel mexicain.

## Biographie
En 1984, sur le circuit junior, il atteint la finale de l'US Open en double avec Jaime Yzaga, tandis qu'en 1985, il remporte le double à Wimbledon, toujours avec Yzaga, face à Petr Korda et Cyril Suk. Il fut no 1 mondial junior en double à la fin de l'année 1984.
Il n'a jamais remporté de tournois mais il a atteint deux finales en double sur le circuit ATP en 1989 avec Jaime Yzaga : à Charleston et à Bordeaux. Sa meilleure performance reste cependant une demi-finale en double aux Internationaux de France de tennis 1988 aux côtés de Leonardo Lavalle.
Il a participé aux Jeux olympiques de Séoul en simple et en double, ainsi qu'à ceux de Barcelone mais seulement en qualifications.
Il n'a jamais brillé en simple. Il n'a remporté que 5 matchs sur le circuit principal.
À partir de 1990, il joue presque exclusivement sur le circuit Challenger, essentiellement en Amérique du Sud.

## Palmarès

### Finales en double messieurs
| No | Date       | Nom et lieu du tournoi                      | Catégorie | Dotation  | Surface      | Vainqueurs                        | Partenaire  | Score         |  |
| -- | ---------- | ------------------------------------------- | --------- | --------- | ------------ | --------------------------------- | ----------- | ------------- |  |
| 1  | 08-05-1989 | US Men's Clay Court Championship Charleston |           | 190 000 $ | Terre (ext.) | Mikael Pernfors Tobias Svantesson | Jaime Yzaga | 6-4, 4-6, 7-5 |  |
| 2  | 25-09-1989 | Grand Prix Passing Shot Bordeaux            |           | 225 000 $ | Terre (ext.) | Tomás Carbonell Carlos Di Laura   | Jaime Yzaga | 6-4, 6-4      |  |

## Parcours dans les tournois duGrand Chelem

### En simple
| Année | Open d'Australie | Open d'Australie | Internationaux de France | Internationaux de France | Wimbledon       | Wimbledon | US Open         | US Open    |
| ----- | ---------------- | ---------------- | ------------------------ | ------------------------ | --------------- | --------- | --------------- | ---------- |
| 1988  | —                | —                | —                        | —                        | 1er tour (1/64) | M. Mečíř  | 1er tour (1/64) | J. Connors |
| 1989  | 1er tour (1/64)  | C.-U. Steeb      | —                        | —                        | —               | —         | 1er tour (1/64) | P. Sampras |

N.B. : à droite du résultat se trouve le nom de l'ultime adversaire.

### En double
| Année | Open d'Australie        | Open d'Australie          | Internationaux de France | Internationaux de France | Wimbledon | Wimbledon | US Open                    | US Open                    |
| ----- | ----------------------- | ------------------------- | ------------------------ | ------------------------ | --------- | --------- | -------------------------- | -------------------------- |
| 1987  | —                       | —                         | —                        | —                        | —         | —         | 1er tour (1/32) L. Lavalle | L. Bourne J. Klaparda      |
| 1988  | —                       | —                         | 1/2 finale L. Lavalle    | A. Gómez E. Sánchez      | —         | —         | 2e tour (1/16) L. Lavalle  | P. Annacone P. McEnroe     |
| 1989  | 2e tour (1/16) I. Flego | G. Muller C. van Rensburg | 2e tour (1/16) J. Yzaga  | R. Båthman C. Di Laura   | —         | —         | 1er tour (1/32) J. Yzaga   | G. Layendecker R. Reneberg |

N.B. : le nom du ou de la partenaire se trouve sous le résultat ; le nom des ultimes adversaires se trouve à droite.